# حشو الاعتماد
حشو الاعتماد (بالإنجليزية: Credential stuffing)‏، نوع من الهجمات الإلكترونية التي يتم فيها سرقة بيانات الاعتماد للحساب، والتي تتكون عادةً من قوائم بأسماء المستخدمين و/أو عناوين البريد الإلكتروني وكلمات المرور المتطابقة (غالبًا من خرق البيانات)، وذلك للحصول على دخول غير مصرح به إلى حسابات المستخدمين من خلال آلية واسعة النطاق لطلبات تسجيل الدخول الموجهة ضد تطبيق ويب.